# Representante da República para os Açores
O Representante da República para os Açores é o representante do Presidente da República Portuguesa nos Açores. O cargo foi criado pela Lei Constitucional n.º 1/2004, de 24 de julho (Sexta Revisão Constitucional) para representar a soberania portuguesa em cada uma das regiões autónomas, nos termos do artigo 230.º da Constituição. O Representante da República substituiu o Ministro da República na arquitetura constitucional como órgão de fiscalização da constitucionalidade das leis regionais e como especial representante da soberania, transitando a figura para a esfera política do Presidente da República, de quem passa a ser representante especial. A sua residência oficial é o Solar da Madre de Deus, em Angra do Heroísmo.

## Lista de titulares
Até à revisão constitucional de 2004, os titulares deste cargo, tanto nos Açores como na Madeira, eram ministros da República. Laborinho Lúcio foi o último ministro da República para a Região Autónoma dos Açores.
Criado pela Lei Constitucional n.º 1/2004, de 24 de julho, o cargo de Representante da República, agora inserido na esfera política e institucional do Presidente da República, veio substituir o Ministro da República, extinto por essa mesma lei. As funções de natureza executiva e de coordenação foram cometidas ao Governo Regional e ao Governo da República, ficando como função principal a representação da soberania do Estado português e a assinatura das leis emanadas da Assembleia Legislativa e do Governo Regional.
| # | Ministro da República (Nascimento–Morte)                     | Retrato | Início do mandato      | Fim do mandato         | Nomeado por           | Notas         |
| - | ------------------------------------------------------------ | ------- | ---------------------- | ---------------------- | --------------------- | ------------- |
| 1 | Octávio de Carvalho Galvão de Figueiredo (1919–1996)         |         | 27 de agosto de 1976   | 11 de setembro de 1978 | António Ramalho Eanes | [ 3 ]         |
| 2 | Henrique Afonso da Silva Horta (1920–2012)                   |         | 11 de setembro de 1978 | 28 de abril de 1981    | António Ramalho Eanes | [ 4 ]         |
| 3 | Tomás George da Conceição Silva (1933–2021)                  |         | 28 de abril de 1981    | 11 de julho de 1986    | António Ramalho Eanes | [ 5 ]         |
| 4 | Vasco Joaquim Rocha Vieira (1939–2025)                       |         | 11 de julho de 1986    | 19 de abril de 1991    | Mário Soares          | [ 6 ]         |
| 5 | Mário Fernando de Campos Pinto (1931–)                       |         | 19 de abril de 1991    | 7 de outubro de 1997   | Mário Soares          | [ 7 ]         |
| 6 | Alberto Manuel de Sequeira Leal Sampaio da Nóvoa (1927–2022) |         | 7 de outubro de 1997   | 26 de março de 2003    | Jorge Sampaio         | [ 8 ] [ 9 ]   |
| 7 | Álvaro José Brilhante Laborinho Lúcio (1941–)                |         | 26 de março de 2003    | 30 de março de 2006    | Jorge Sampaio         | [ 10 ]        |
| # | Representante da República (Nascimento–Morte)                | Retrato | Início do mandato      | Fim do mandato         | Nomeado por           | Notas         |
| 1 | José António Mesquita (1936–)                                |         | 30 de março de 2006    | 11 de abril de 2011    | Aníbal Cavaco Silva   | [ 11 ]        |
| 2 | Pedro Manuel dos Reis Alves Catarino (1941–)                 |         | 11 de abril de 2011    | presente               | Aníbal Cavaco Silva   | [ 12 ] [ 13 ] |